# 沈阳有轨电车4号线
沈阳有轨电车四号线是中国辽宁省沈阳市的城市轨道交通系统中一条已停运的有轨电车线路。
该线路所有路段位于沈阳市浑南区，全长13.1公里，世纪大厦——东北大学站区间及沈营大街段于2012年随有轨电车一期工程建设，沈阳南站段随二期工程的南站支线段于2014年开始建设，整条线路于2019年1月5日起载客运营。
2024年9月26日，沈阳浑南现代交通运营有限公司发布公告，因线路与有轨电车3号线重复较多，沈阳南站已有地铁4号线接驳且极少有乘客乘坐4号线接驳沈阳南站，有轨电车4号线将于10月25日起停止运营。随后该停运通告一度被删除，但本线最终仍于2024年10月28日停运。

## 线路规划及概况

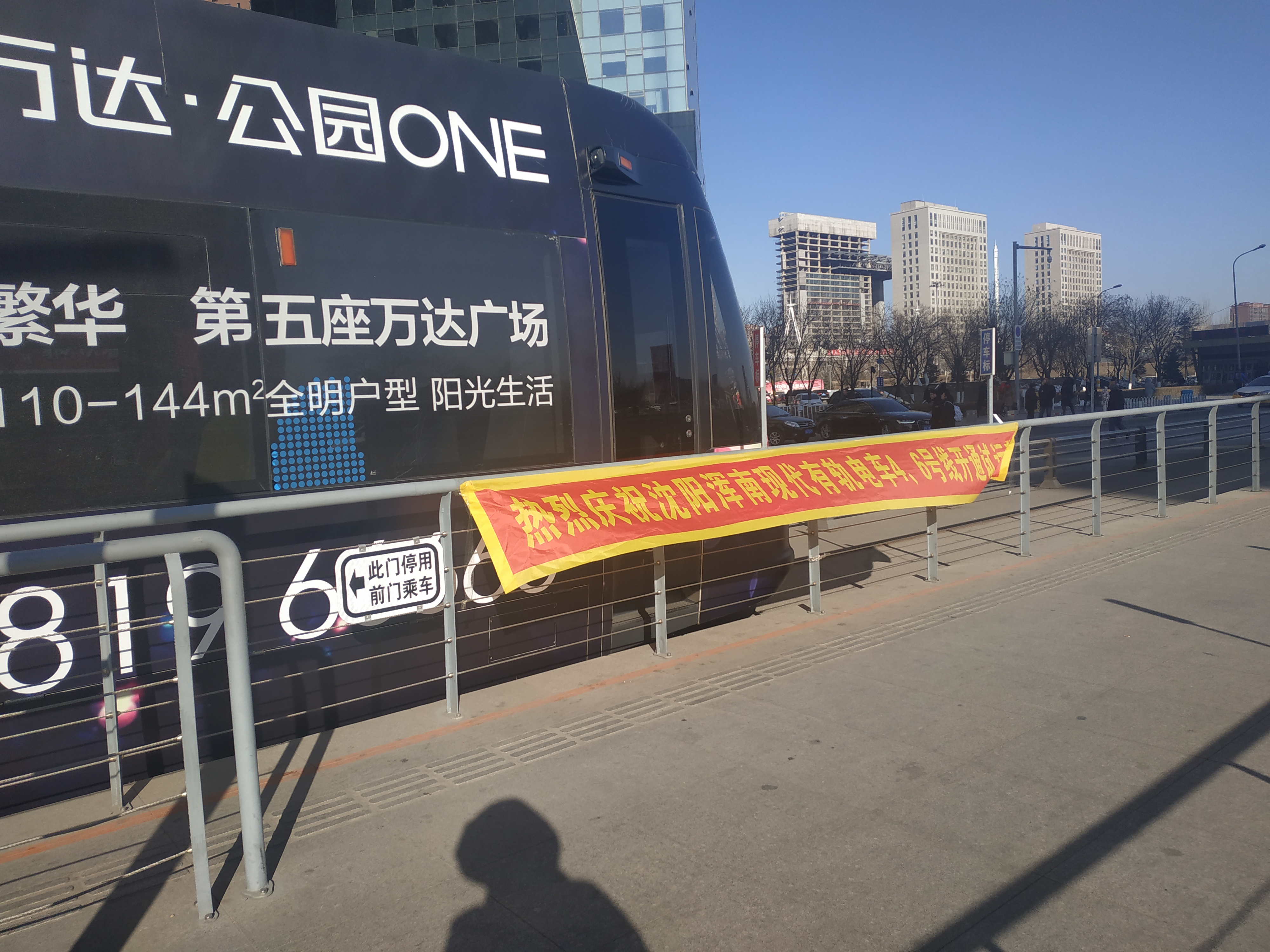
本线路开通首日的横幅

本线路并不包含在浑南有轨电车系统的第一批线路之中，而是随沈阳南站工程的建设而于后期增设的线路。4号线的线路编号曾给予如今的5号线，后在建设时对编号进行了更改。
本线的路段分为两部分进行建设。世纪大厦——东北大学站区间，以及沈营大街的路段于2012年随有轨电车一期工程开工建设，而沈营大街至沈阳南站的区段则是在第二批线路规划之中以“沈阳浑南现代有轨电车沈阳南站支线项目”的名义进行建设，该段线路起点位于沈阳南站，沿东广场北侧绿化带内地面敷设，出广场后向东至沈营大街折向南与有轨电车1号线相连，线路长度0.83千米，设车站1座。
因沈阳南站启用的需要，南站支线的开通与启用被提上日程。最初计划中，南站支线属于有轨电车1号线的支线，也是1号线的一部分，但后期规划则改为由新设的4号线进入沈阳南站，由沈阳南站出发沿1号线和3号线的既有路网至世纪大厦终点，但线路的走线与后来的运营路线不同：列车由世纪大厦站出发后，将与3号线共线至华茂中心站，并通过沈中大街全运路口处的联络线向西驶入1号线路段后与其共线运营至南站支线联络线，之后驶入沈阳南站。
后期，该段线路的规划进行了变动：列车由世纪大厦站出发后，由原定使用华茂中心站联络线改为使用东北大学站附近的联络线，由创新路向北进入沈营路的1号线路段后开往南站支线联络线，至沈阳南站终点。

## 车站
| 沈阳南站                                                            | █ 4号线 | 沈阳市浑南区 | 2019年1月5日 | 右侧（终到） 左侧（往世纪大厦方向） |
| 东北大学                                                            | 不适用  | 沈阳市浑南区 | 2019年1月5日 | 左侧                                |
| 国际医院                                                            | 不适用  | 沈阳市浑南区 | 2019年1月5日 | 左侧                                |
| 东软医疗园                                                          | 不适用  | 沈阳市浑南区 | 2019年1月5日 | 左侧                                |
| 中央公园                                                            | 不适用  | 沈阳市浑南区 | 2019年1月5日 | 左侧                                |
| 大学科技城                                                          | █ 2号线 | 沈阳市浑南区 | 2019年1月5日 | 左侧                                |
| 锦联产业园                                                          | 不适用  | 沈阳市浑南区 | 2019年1月5日 | 左侧                                |
| 鲁美学院                                                            | 不适用  | 沈阳市浑南区 | 2019年1月5日 | 左侧                                |
| 科技馆                                                              | 不适用  | 沈阳市浑南区 | 2019年1月5日 | 左侧                                |
| 和鸿广场                                                            | 不适用  | 沈阳市浑南区 | 2019年1月5日 | 左侧                                |
| 华茂中心                                                            | █ 2号线 | 沈阳市浑南区 | 2019年1月5日 | 左侧                                |
| 首创光和城                                                          | █ 2号线 | 沈阳市浑南区 | 2019年1月5日 | 左侧                                |
| 中海康城                                                            |         | 沈阳市浑南区 | 2019年1月5日 | 左侧                                |
| 白塔河路                                                            | █ 2号线 | 沈阳市浑南区 | 2019年1月5日 | 左侧                                |
| 世纪大厦                                                            | █ 2号线 | 沈阳市浑南区 | 2019年1月5日 | 左侧（终到） 右侧（往沈阳南站方向） |
| 注释                                                                |         |              |              |                                     |
| 1 “白塔河路”车站与1/2号线的同名车站并非在同一处，而是在沈中大街上。 |         |              |              |                                     |

## 停运前运营模式
最初本线路在运营时与3号线以梅花间竹的形式进行发车，车隔约16分钟一班。但因沈阳南站利用率偏低的原因，本线改为定班运营，每日只发出7个往返班次，直至停运为止。
| 有轨电车4号线发车时间 | 有轨电车4号线发车时间 |
| 世纪大厦开            | 沈阳南站开            |
| --------------------- | --------------------- |
| 07:45                 | 07:00                 |
| 09:41                 | 08:56                 |
| 11:34                 | 10:49                 |
| 13:28                 | 12:42                 |
| 15:24                 | 14:42                 |
| 17:16                 | 16:32                 |
| 19:00                 | 18:15                 |

## 车辆
本线路和整个浑南有轨电车线网一样，采用接触网供电，车辆均由中国北车长春轨道客车股份有限公司制造，每日派车不定，但大多数时段均为70%低地板3卡编组列车（编号001-020/031-060）。100%低地板5卡编组列车（编号021-030）虽然极少参与本线的运营，但也可驶入本线的所有路段进行载客。

## 车辆段
本线路由浑南新城车辆段派出车辆，并可直接经东北大学站联络线进入本线路进行载客。另外，在世纪大厦站的站后设置有一个电车停车场，以及一间有轨电车专用的派班室供日常运营需要。

## 与其它线路的换乘
本线路可在华茂中心站和东北大学站换乘有轨电车一号线；在世纪大厦——东北大学站区间与有轨电车三号线共线运营并进行换乘。

## 票价
2019年1月5日至2月28日，本线路跟随线网执行单一票价2元，不限里程和车站数量的票价体系。2019年3月1日至2024年10月28日，本线路实行分段计费票务制度，2元起价，4元封顶，即8公里以内2元，每8公里票价增加1元，直至4元封顶，换乘其它线路列车需要重新购票。乘客可使用现金、盛京通（仅限普通消费卡、关爱卡、夕阳红卡和爱心卡）和智慧电车APP扫码等三种方式乘车，但使用盛京通和APP时需要上下车各进行一次刷卡或扫码，否则将会记为不完整交易，收取线网最高票价4元，因此本线也是有轨电车所有路段里执行单一票价时间最短的两条路线之一（另一条为与本线同日开通的6号线）。

## 历史
- 2019年1月5日 - 本线开通运营。
- 2024年10月28日 - 本线撤销。